# 支付系統

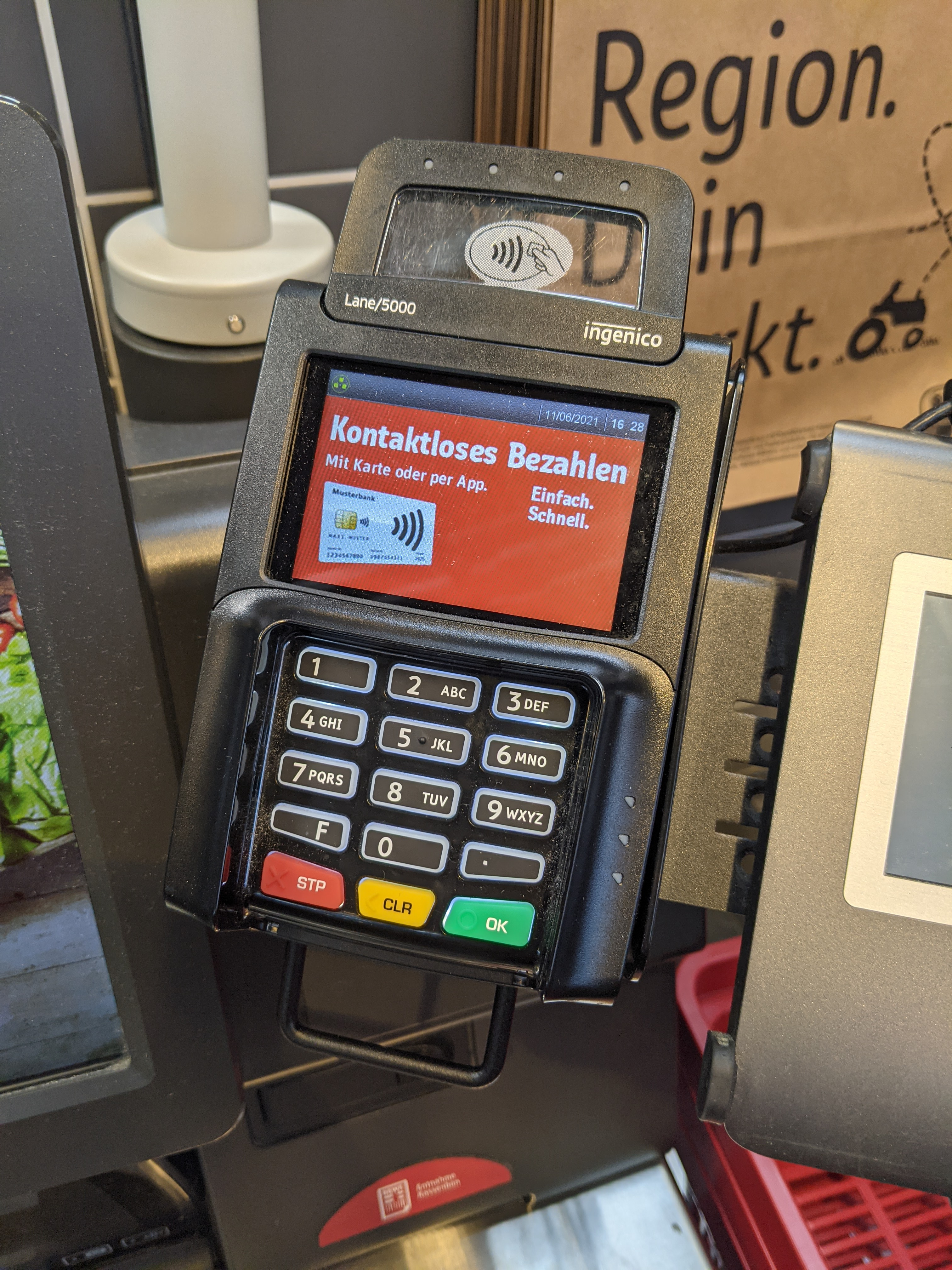

支付系统是指任何通過貨幣或者具有與貨幣同等价值的物品進行交易的系統。現今比較常見的支付系統是电子支付（電子支付系統），用戶通過銀行帳戶（存款賬戶）轉賬給其他銀行賬戶。 其中就涉及金融机构、支付工具（例如支付卡） 、人員（例如付款人、收款人）规则、程序、标准和技术（例如金融科技）。 
其他的還有汇票（票據）、信用证、現金等支付系统。